# Allenc
Allenc är en kommun i departementet Lozère i regionen Occitanien i södra Frankrike. Kommunen ligger i kantonen Le Bleymard som tillhör arrondissementet Mende. År 2022 hade Allenc 264 invånare.

## Befolkningsutveckling
Antalet invånare i kommunen Allenc
| Referens: INSEE |